# Голландський аукціон

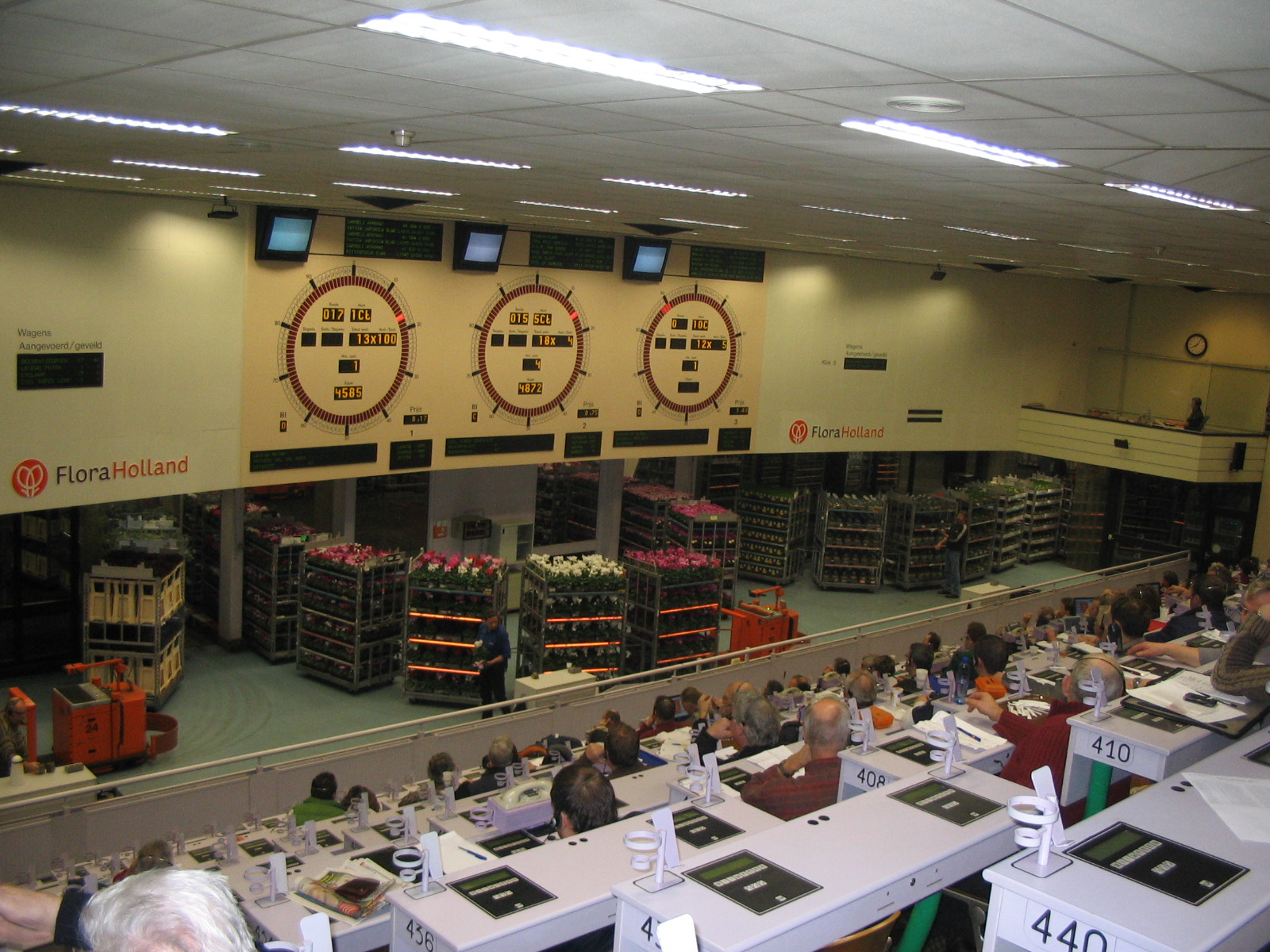
Голландський аукціон квітів

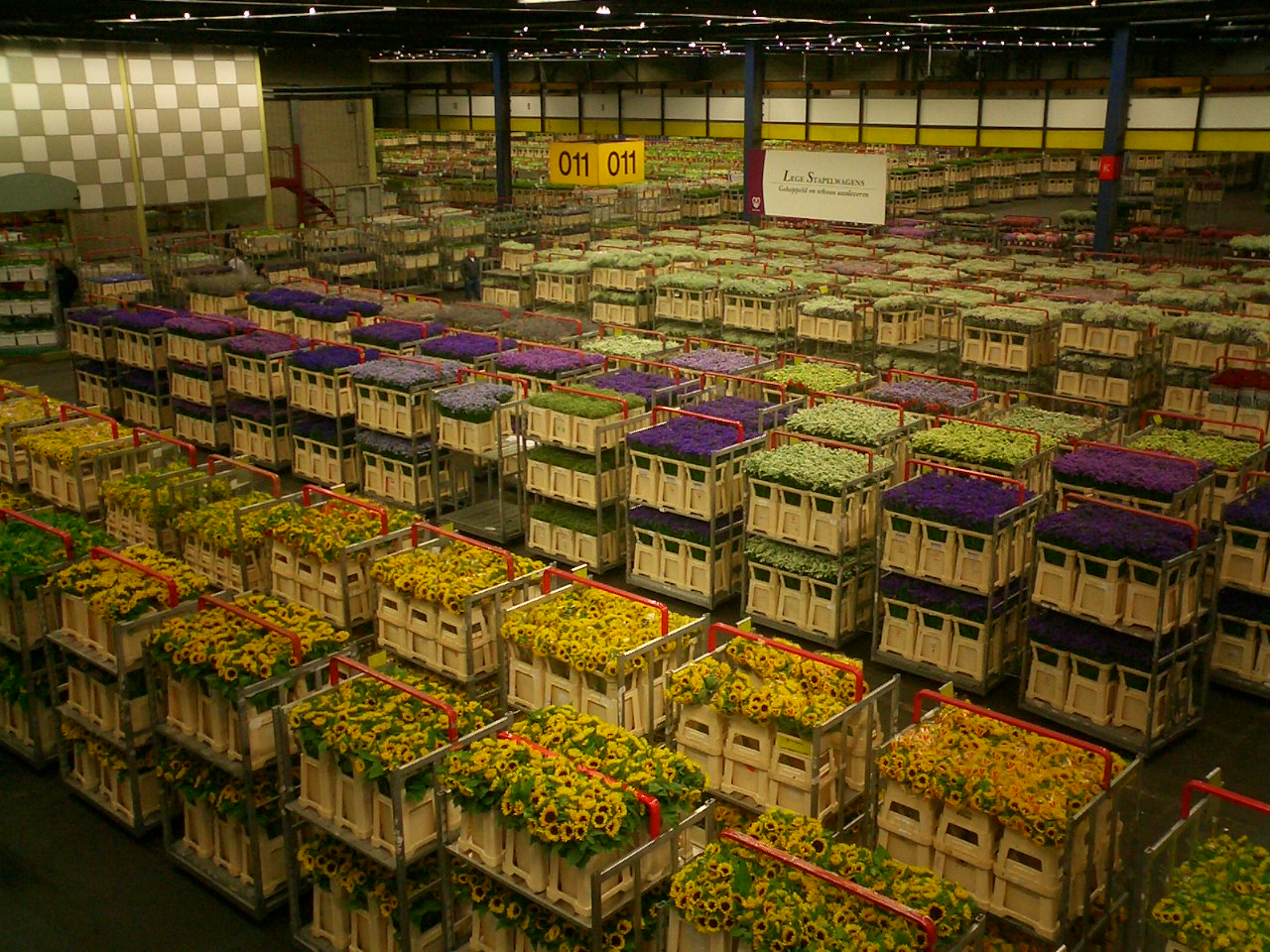
Склад аукціону з продажу квітів в Аалсмеер, Нідерланди

Голландський аукціон (англ. Dutch auction, нід. Veiling bij afslag "аукціон уцінки") — аукціон, в ході якого спочатку оголошується найвища ціна на товар, що продається, а потім ставки знижуються до тієї, на яку погодиться перший покупець, якому і продається товар. Отримав свою назву в силу широкого поширення в Нідерландах. Характерна особливість в тому, що це оптовий аукціон, на якому продавець може виставляти багато одиниць товару одночасно.

## Суть аукціону
Суть голландського аукціону полягає в тому, що спочатку аукціоніст призначає максимальну ціну, яка загоряється на табло, встановленому в аукціонному приміщенні. Якщо ніхто з покупців не висловлює бажання придбати лот за цією ціною, то аукціоніст починає знижувати ціну. Покупцем товару стає той, хто першим натисне кнопку, яка зупиняє зміну ціни на табло. Після цього загоряється номер, під яким даний покупець зареєстрований в організаторів аукціону. Він і вважається покупцем даного лоту. Такий спосіб проведення аукціону значно прискорює темп аукціонного торгу і дає можливість продавати до 600 лотів на годину.

## Аукціон квітів
Приклад такого аукціону — аукціон з продажу квітів в Алсмері (Нідерланди). З понеділка по п'ятницю сюди до 9 год. ранку надходять великі партії квітів, продаж яких ведеться відразу в п'яти великих залах. Квіти рухаються по конвеєру через зал. Оптові покупці сидять за розташованими амфітеатром спеціально обладнаними столами. Перед кожним є кнопка, пов'язана з великим висячим на протилежній стіні циферблатом, на якому стрілка рухається від максимальної до мінімальної ціни. У міру руху транспорту, на якому встановлені візки з продаваними лотами квітів, рухається і стрілка. Для прийняття рішення даються лічені секунди. Хто першим натисне кнопку, той і отримає право на квіти. Купівля фіксується і оформляється комп'ютером за 10-15 хв — від натискання кнопки до видачі рахунку. З цього ж конвеєру квіти потрапляють в сусідній зал, де їх швидко упаковують і негайно доставляють в холодильниках за місцем призначення — в аеропорт або магазин. Непродані квіти йдуть в компост. Щодня в Алсмері за чотири години роботи продається 12 млн зрізаних і мільйон квітів у горщиках. Щорічно тут реалізується до 900 млн троянд, 250 млн тюльпанів і 220 млн квітів в горщиках і т. д., всього понад 3 млрд штук. А в цілому в Нідерландах на 12 спеціалізованих аукціонах — більш 6 млрд квітів. Приблизно 80 % з них йде на експорт, навіть в такі країни, як Австралія, Японія, Сінгапур. В цілому частка Нідерландів у міжнародній торгівлі квітами складає понад 60 %, і вони міцно посідають у цьому плані перше місце.